# Szárhegyi Kriterion Írótáborok
Szárhegyi Kriterion Írótáborok – A Kriterion Könyvkiadó ernyője alatt 1980-ban, 1990-ben és 2000-ben megszervezett három írótalálkozó, amelyeknek házigazdája a gyergyószárhegyi Barátság Képzőművészeti Alkotóközpont ügyvezetője, Zöld Lajos, helyszíne a szárhegyi alkotóközpontnak akkor helyet adó ferences kolostor és a Lázár-kastély volt. Az első három találkozót továbbiak követték.

## Az első találkozó
Az elgondolások szerint évenként megrendezésre kerülő találkozók közül az elsőre 1980. június 4–7. között került sor. Ezt mint „román–magyar műfordító tábor”-t rendezték meg a Szocialista Művelődési és Nevelési Tanács központi és Hargita megyei szerveinek jóváhagyásával, a Korunk és A Hét védnöksége alatt. Ez a hivatalos körülbástyázás – mint később kiderült – hasznos volt, bár nem elégséges: az ott elhangzottak miatt ugyanis vizsgálat indult, s a Kriteriont és a Korunkat is felelősségre vonták.
A találkozóra 37 romániai magyar és román író és műfordító kapott meghívást, akik Farkas Árpád, Kiss Jenő, Dumitru Radu Popescu, Sütő András, Szőcs István, Ion Vlad és Mircea Zaciu kivételével mind jelen is voltak.
A háromnapos megbeszélés-sorozat első napján Gabriel Gafiţa helyzetfelmérő bevezetője és Romulus Guga koreferátuma alapján a nemzetiségi irodalmak román fordításairól, második nap Dávid Gyula bevezetője és Veress Zoltán koreferátuma alapján a román irodalom magyar fordításairól, illetve ezek szakmai és műhelyproblémáiról cseréltek eszmét a jelenlévők, míg a harmadik nap Irodalmunk és közönsége cím alatt, Egyed Péter vitabevezetője nyomán a romániai magyar irodalmi élet időszerű kérdéseit vitatták meg. Ágoston Vilmos, Bálint Tibor, Balogh József, Beke György, Bodor Pál, Csiki László, Dávid Gyula, Domokos Géza, Egyed Péter, Fodor Sándor, Gálfalvi György, Huszár Sándor, Kántor Lajos, Kányádi Sándor, Kerekes György, Lőrinczi László, Molnár Gusztáv, Tőzsér József, Veress Zoltán és Zöld Lajos, illetve Dan Culcer, Gabriel Gafiţa, Romulus Guga, Constantin Olariu, Gelu Păteanu és George Sbârcea hozzászólásait magnófelvétel rögzítette, s az első két nap anyagát Dávid Gyula lejegyzésében a hozzászólók el is olvasták és jóváhagyták. Az első két napon elhangzottak szerkesztett szövege magyarul A Hétben (1980. június 20. és június 27.), románul szerkesztőségi kopffal, Gelu Păteanu fordításában, a marosvásárhelyi Vatrában (1980. július 20. és augusztus 20.) jelent meg, a harmadik nap vitájának magnófelvétele alapján összeállt – de a hozzászólók által már nem látott – szöveget, Kántor Lajos bevezetőjével, a Korunk közölte (1980/9). Ez utóbbi szöveg egyes részei vonták magukra az éber funkcionáriusok figyelmét, akiknek jelentése alapján a párt központi bizottsága kivizsgáló brigádot küldött a Kriterion Könyvkiadó, a Korunk és a szárhegyi alkotótábor felelőse nyakára. A résztvevők között is feszültségeket támasztó vizsgálat következménye végül is az lett, hogy a Korunk főszerkesztőjének, Gáll Ernőnek önbírálat jellegű cikket kellett írnia, az alkotótábor vezetőjét pedig kötelezték, hogy azt a falat, amelynek vakolatán a résztvevők aláírásai voltak olvashatók, bedeszkázza.
A találkozón elhangzottak a sajtóban is tovább gyűrűztek: Beke Györgynek a „székely kizárólagosság”-gal kapcsolatos kijelentéseire Fábián Ernő és Veress Dániel reagált. Beke válaszát viszont a Megyei Tükör felett felügyeletet gyakorló sajtóellenőrzés nem engedte megjelenni, ő több mint egy évtizeddel később tért vissza a vitatott kijelentésére – akkor már egészen más megvilágításban.

## Második találkozó
A távolabbi következmény a további Kriterion-táborok letiltása lett, így a második találkozóra csak a diktatúra bukása után, 1990. szeptember 28–29-én került sor. Ez ugyancsak román–magyar írótalálkozó volt, terítékén – Dávid Gyula vitabevezető referátuma után – általában a román–magyar irodalmi kapcsolatok problémaköre, illetve az irodalomnak a konfliktusokat feloldó román–magyar kapcsolatok érdekében végzendő munkája szerepelt. A résztvevők: Balla Zsófia, Birtók József, Dávid Gyula, Domokos Géza, Egyed Péter, Fodor Sándor, H. Szabó Gyula, Kántor Lajos, Majla Sándor, Nagy Benedek, Székedi Ferenc, Szilágyi István, V. András János, Váli József és Zöld Lajos, illetve Anamaria Pop (Hervay Gizella fordítója), Ioan Popa (a kolozsvári műegyetem előadótanára) és Marius Tabacu (műfordító, filmoperatőr), valamint az Amerikai Egyesült Államokból vendégként itt lévő Györffi Ilona kétnapos eszmecseréjének szövege akkor teljes egészében nem került nyilvánosságra, csupán Dávid Gyula vitabevezetőjét közölte a találkozót megelőzően a Helikon, s a Csíki Lapok adott egy rövid összeállítást a hozzászólások számára közérdekű részeiből. Pedig ott, fél évvel a marosvásárhelyi pogrom után, néhány fontos állásfoglalás és számos érdemi javaslat hangzott el a kölcsönös műfordítások folytatása, illetve az ilyen természetű munka feltételeinek megteremtése terén (fordítótáborok, a magyarság napi problémáit a román közönséggel megismertető lap kiadása, az egymás nem ismeréséből adódó ellenérzések feloldásának módozatai, elmenően a kisebbségi nyelvek fakultatív középiskolai oktatásáig). A javaslatok azonban megmaradtak a résztvevők szűk körében, s az írótalálkozó folytatására is csak tíz év múlva került sor.

## Harmadik találkozó
A harmadik Kriterion-írótalálkozót 2000 októberében rendezték meg, ugyancsak Szárhegyen. Akkor Zöld Lajos már nem volt az alkotótábor vezetője, s Domokos Géza is rég visszavonult a politikai életből. A tanácskozás a Hargita Megyei Önkormányzat támogatását s a szárhegyi kolostorba akkor már visszaköltözött ferencesek hozzájárulását élvezte. Az eszmecsere az erdélyi magyar irodalom időszerű kérdései körül forgott, a Bálint Tibor, Bogdán László, Dávid Gyula, Domokos Géza, Egyed Péter, Ferenczes István, Fodor Sándor, Gálfalvi György, Kántor Lajos, Kányádi Sándor, Kolumbán Gábor, Kozma Mária, Lőrincz György, Tőzsér József, Zöld Lajos (és a találkozóra csak hozzászólását eljuttató Beke György) által ott elmondottak rövidített-szerkesztett szövegét a Székelyföld c. folyóirat közölte 2001. májusi számában.
A tízéves időközökben megtartott három írótalálkozó a korba helyezett történelmi jelentőségén túl néhány olyan javaslat, kezdeményezés emlékét is őrzi, amelyek, az irodalom státusának azóta bekövetkezett alapvető változása ellenére, a romániai magyar irodalom továbbviendő örökségéhez tartoznak.

## Negyedik találkozó
2001-ben (máj. 10–12. között) – már nem Szárhegyen, hanem Hargitafürdőn, az Ózon Szállóban – ismét írótalálkozót tartottak a korábbi résztvevők Irodalom az utódállamokban témakörben. A Martos Gábor (Budapest), Balázs Imre József, Sántha Attila, Szigeti Lajos (Szeged) és Borcsa János előadásait követő vita főképp az erdélyi írótársadalom szervezeti kereteinek megteremtéséről, szükségességéről és lehetőségeiről folyt, anélkül, hogy valamely eredményre jutottak volna. A találkozó által kiváltott sajtópolémia sem vitte *előre az ügyet: 2001 nyarán – részben válaszul – fiatal írók egy csoportja megalakította az Erdélyi Magyar Írók Ligáját.

## Ötödik találkozó
Újabb találkozóra – ismét Szárhegyen, Egyed Péter kezdeményezésére 2006-ban (szeptember 21–24. között) került sor, ezen Thomka Beáta (Budapest), Demény Péter és Elek Tibor (Budapest) tartottak vitabevezető előadást, amelyek, akárcsak az őket követő vita, a magyar irodalom egységéről és sokféleségéről, a felnövő írónemzedéknek az irodalommal szembeni elvárásairól szólt. A gyergyószárhegyi Alkotási Központ és a Székelyföld folyóirat patronálása ez alkalommal – megváltozott elvárások alapján – hatékonynak bizonyult: a találkozók kétévenkénti megrendezése biztosítottnak látszik.